# Ďurkov
Ďurkov és un poble i municipi d'Eslovàquia a la regió de Košice. La primera referència escrita de la vila data del 1323.

## Demografia
| Godina             | 1994 | 2004    | 2014    | 2024    |
| ------------------ | ---- | ------- | ------- | ------- |
| Nombre de persones | 1333 | 1551    | 1742    | 2066    |
| Diferència         |      | +16,35% | +12,31% | +18,59% |

| Godina             | 2023 | 2024   |
| ------------------ | ---- | ------ |
| Nombre de persones | 2041 | 2066   |
| Diferència         |      | +1,22% |